# Атанасий Самарински
Атанасий или Атанасиос (на гръцки: Άθανάσιος) е зограф от XIX век, представител на Самаринската художествена школа.

## Биография
Роден е в югозападномакедонската влашка паланка Самарина. Името на баща му е Димитър. В 1849 година с брат си Георги позлатяват иконостаса на католикона на манастира „Света Троица“ в Деси, Тесалия. Работи в Трикалско, където изписва много храмове - в 1850 година „Свети Георги“ в Каломира, в 1854 година „Свети Архангели“ в Мурия, в 1859 година католикона на манастира „Свети Илия“ („Свети Модест“) в Пира, в 1869 година заедно с Георги Михаил католикона на манастира „Свети Георги“ в Мирофило и в 1872 година „Свети Георги“ в Ризарио. В 1873 година изписва светилището на храма „Света Богородица Бриони“ в епирското артенско село Неохораки.
В храма „Свети Димитър“ в Палеомонастиро, Трикалско, Атанасий е автор на иконите „Събор на Дванадесетте Апостоли“ (1860, заедно със Зисис Самарински), подписана „διά χειρός Aθανασίου και Zίση εκ χώρας Σαμ[α]ρίνης“ и „Свети Атанасий и Свети Висарион“ (1861, заедно със Зисис), подписана „διά χειρός Αθανασίου και Ζίση εκ χώρας Σαμαρίνης“. В храма „Свети Апостоли“ в Апостоли, Трикалско, негова е иконата на апостолите Петър и Павел (1869), подписана „διά χειρός Aθανα(σίου) (εκ) Σαμαρίνης“.